# Hylaeus boninensis
Hylaeus boninensis är en biart som beskrevs av Keizo Yasumatsu 1955. Hylaeus boninensis ingår i släktet citronbin, och familjen korttungebin. Inga underarter finns listade i Catalogue of Life.